# محله هوایی میدلند
محله هوایی میدلند (به انگلیسی: Midland Airpark) یک فرودگاه همگانی بهره‌برداری هوایی با کد یاتا MDD است که یک باند فرود آسفالت دارد و طول باند آن ۱۵۳۱ متر است. این فرودگاه در شهر میدلند، تگزاس کشور ایالات متحده آمریکا قرار دارد و در ارتفاع ۸۵۴ متری از سطح دریا واقع شده‌است.